# Copa Libertadores féminine 2009
Navigation
Édition suivante
La Copa Libertadores féminine 2009 est la première édition de la Copa Libertadores féminine organisée par la CONMEBOL. La compétition se déroule dans les villes brésiliennes de Santos, Guarujá et São Paulo, du 3 octobre 2009 au 18 octobre 2009.
Le Santos FC remporte cette première édition en battant l'Universidad Autónoma de Asunción sur le score de 9 buts à 0.

## Format
La coupe est jouée par dix équipes, provenant des dix pays membres de la CONMEBOL. Ces dix clubs sont séparés en deux groupes de cinq pour la première phase. Les deux premiers de chaque groupe se qualifient pour les demi-finales, les vainqueurs se retrouvant en finale tandis que les perdants se disputent un match pour la troisième place. 

## Clubs participants
| Pays      | Club                 |
| --------- | -------------------- |
| Argentine | San Lorenzo          |
| Bolivie   | EnForma Santa Cruz   |
| Brésil    | Santos FC            |
| Chili     | Everton              |
| Colombie  | Formas Íntimas       |
| Équateur  | Deportivo Quito      |
| Paraguay  | Universidad Autónoma |
| Pérou     | White Star           |
| Uruguay   | Rampla Juniors       |
| Venezuela | Caracas              |

## Calendrier de la compétition
Le tirage au sort a eu lieu au Stade Urbano Caldeira le 6 septembre 2009.
| Événement                               | Date                 |
| --------------------------------------- | -------------------- |
| Tirage au sort                          | 6 septembre 2009     |
| Première phase                          | 3 au 14 octobre 2009 |
| Demi-finales                            | 16 octobre           |
| Finale et match pour la troisième place | 18 octobre           |

## Première phase
Les deux premiers de chaque groupe se qualifient pour les demi-finales. 

### Groupe 1
Tous les matchs du groupe 1 se jouent au Stade Urbano Caldeira (plus connu sous le nom de Vila Belmiro) à Santos.

## Phase finale

### Tableau final
|  | Demi-finales                                     | Demi-finales                                 |                        |   | Finale                                           | Finale                                           |
|  | Demi-finales                                     | Demi-finales                                 |                        |   | Finale                                           | Finale                                           |
|  |                                                  |                                              |                        |   |                                                  |                                                  |
|  | 16 octobre 2009 à São Paulo (Stade Pacaembu)     | 16 octobre 2009 à São Paulo (Stade Pacaembu) |                        |   | 18 octobre 2009 à Santos (Stade Urbano Caldeira) | 18 octobre 2009 à Santos (Stade Urbano Caldeira) |
|  | 16 octobre 2009 à São Paulo (Stade Pacaembu)     | 16 octobre 2009 à São Paulo (Stade Pacaembu) |                        |   | 18 octobre 2009 à Santos (Stade Urbano Caldeira) | 18 octobre 2009 à Santos (Stade Urbano Caldeira) |
|  | Santos FC                                        | 5                                            |                        |   | 18 octobre 2009 à Santos (Stade Urbano Caldeira) | 18 octobre 2009 à Santos (Stade Urbano Caldeira) |
|  | Santos FC                                        | 5                                            |                        |   | 18 octobre 2009 à Santos (Stade Urbano Caldeira) | 18 octobre 2009 à Santos (Stade Urbano Caldeira) |
|  | Formas Íntimas                                   | 0                                            |                        |   | 18 octobre 2009 à Santos (Stade Urbano Caldeira) | 18 octobre 2009 à Santos (Stade Urbano Caldeira) |
|  | Formas Íntimas                                   | 0                                            | Santos FC              | 9 |                                                  |                                                  |
|  | 16 octobre 2009 à São Paulo (Stade Pacaembu)     |                                              | Santos FC              | 9 |                                                  |                                                  |
|  |                                                  | Universidad Autónoma                         | 0                      |   |                                                  |                                                  |
|  | Universidad Autónoma                             | Universidad Autónoma                         | 0                      | 1 |                                                  |                                                  |
|  | Universidad Autónoma                             |                                              |                        | 1 |                                                  |                                                  |
|  | Everton                                          | 0                                            |                        |   |                                                  |                                                  |
|  | Everton                                          | 0                                            | Match pour la 3e place |   |                                                  |                                                  |
|  |                                                  |                                              |                        |   |                                                  |                                                  |
|  | 18 octobre 2009 à Santos (Stade Urbano Caldeira) |                                              |                        |   |                                                  |                                                  |
|  |                                                  |                                              |                        |   |                                                  |                                                  |
|  | Formas Íntimas                                   | 2                                            |                        |   |                                                  |                                                  |
|  | Formas Íntimas                                   | 2                                            |                        |   |                                                  |                                                  |
|  | Everton                                          | 0                                            |                        |   |                                                  |                                                  |
|  | Everton                                          | 0                                            |                        |   |                                                  |                                                  |

### Demi-finales
| 16 octobre 2009 | Universidad Autónoma | 1 - 0 | Everton | Stade Pacaembu, São Paulo |  |
| 20:00 UTC-3     | Gloria 44e           |       |         |                           |  |

| 16 octobre 2009 | Santos FC                                                          | 5 - 0 | Formas Íntimas | Stade Pacaembu, São Paulo                                |                                                          |
| 22:00 UTC-3     | Maurine 5e · Cristiane 11e, 88e · Aline Pellegrino 23e · Marta 45e |       |                | Spectateurs : 7 340 Arbitrage : Alejandra Maria Trucidos | Spectateurs : 7 340 Arbitrage : Alejandra Maria Trucidos |

### Match pour la troisième place
| 18 octobre 2009 | Formas Íntimas | 2 - 0 | Everton | Stade Vila Belmiro, Santos |  |
| 9:30 UTC-3      | 7e · 60e       |       |         |                            |  |

### Finale
| 18 octobre 2009 | Santos FC                                                                                            | 9 - 0 | Universidad Autónoma | Stade Vila Belmiro, Santos                       |                                                  |
| 11:30 UTC-3     | Maurine 13e · Marta 16e · Érika 46e, 56e · Fran 50e · Thais 53e · Suzana 70e · Dani 77e · Ketlen 83e |       |                      | Spectateurs : 14 186 Arbitrage : Salomé Di Iorio | Spectateurs : 14 186 Arbitrage : Salomé Di Iorio |

| Brésil                         |
| Vainqueur Santos Futebol Clube |